# Фрегаты типа «Фритьоф Нансен»
Фрегаты типа «Фритьоф Нансен» (норв. Fridtjof Nansen-klassen) — серия из пяти норвежских фрегатов, введённых в строй в 2006—2011 годах. Разработаны на основе испанских фрегатов типа «Альваро де Базан». Постройку кораблей осуществляли совместно испанские и норвежские верфи (компания Navantia).
Корабли серии получили имена в честь норвежских исследователей и путешественников — Фритьофа Нансена, Руаля Амундсена, Отто Свердрупа, Хельге Ингстада и Тура Хейердала.
Корабли этого типа предназначены для замены устаревших фрегатов типа «Осло», снятых с вооружения в конце 1990-х — начале 2000-х. Основной задачей фрегатов типа «Фритьоф Нансен» является противолодочная оборона, а также борьба с надводными кораблями.

## Представители
| Название                       | Номер | Заложен    | Спущен на воду | Введён в строй | Списан     |
| ------------------------------ | ----- | ---------- | -------------- | -------------- | ---------- |
| Фритьоф Нансен Fridtjof Nansen | F 310 | 09.04.2003 | 03.06.2004     | 05.04.2006     |            |
| Руаль Амундсен Roald Amundsen  | F 311 | 03.06.2004 | 25.05.2005     | 21.05.2007     |            |
| Отто Сведруп Otto Sverdrup     | F 312 | 25.05.2005 | 28.04.2006     | 30.04.2008     |            |
| Хельге Ингстад Helge Ingstad   | F 313 | 28.04.2006 | 23.11.2007     | 29.09.2009     | 24.06.2019 |
| Тур Хейердал Thor Heyerdahl    | F 314 | 23.11.2007 | 11.02.2009     | 18.01.2011     |            |

## Происшествия
«Хельге Ингстад»
8 ноября 2018 года возвращавшийся после масштабных учений сил НАТО Trident Juncture («Единый трезубец») фрегат «Хельге Ингстад» в 04:03 по норвежскому времени столкнулся, в районе островов коммуны Эйгарден, с мальтийским танкером «Сола ТС». Фрегат получил пробоину размером около 10 метров в правом борту и начал тонуть. Его удалось посадить на мель у берега, но, несмотря на предпринятые усилия по его стабилизации, 13 ноября корабль затонул. Экипаж фрегата, в том числе восемь пострадавших моряков, был успешно эвакуирован. Танкер и его экипаж при столкновении не пострадали. В Норвегии была создана государственная комиссия по расследованию причин происшествия.
В первых числах марта 2019 года фрегат был поднят и доставлен на базу Хоконсверн в Бергене. После оценки его состояния восстановление было признано нецелесообразным. Решение о списании фрегата было окончательно утверждено 24 июня 2019 года, 18 января 2021 остатки судна передали компании Norscrap West AS для разделки на металл.

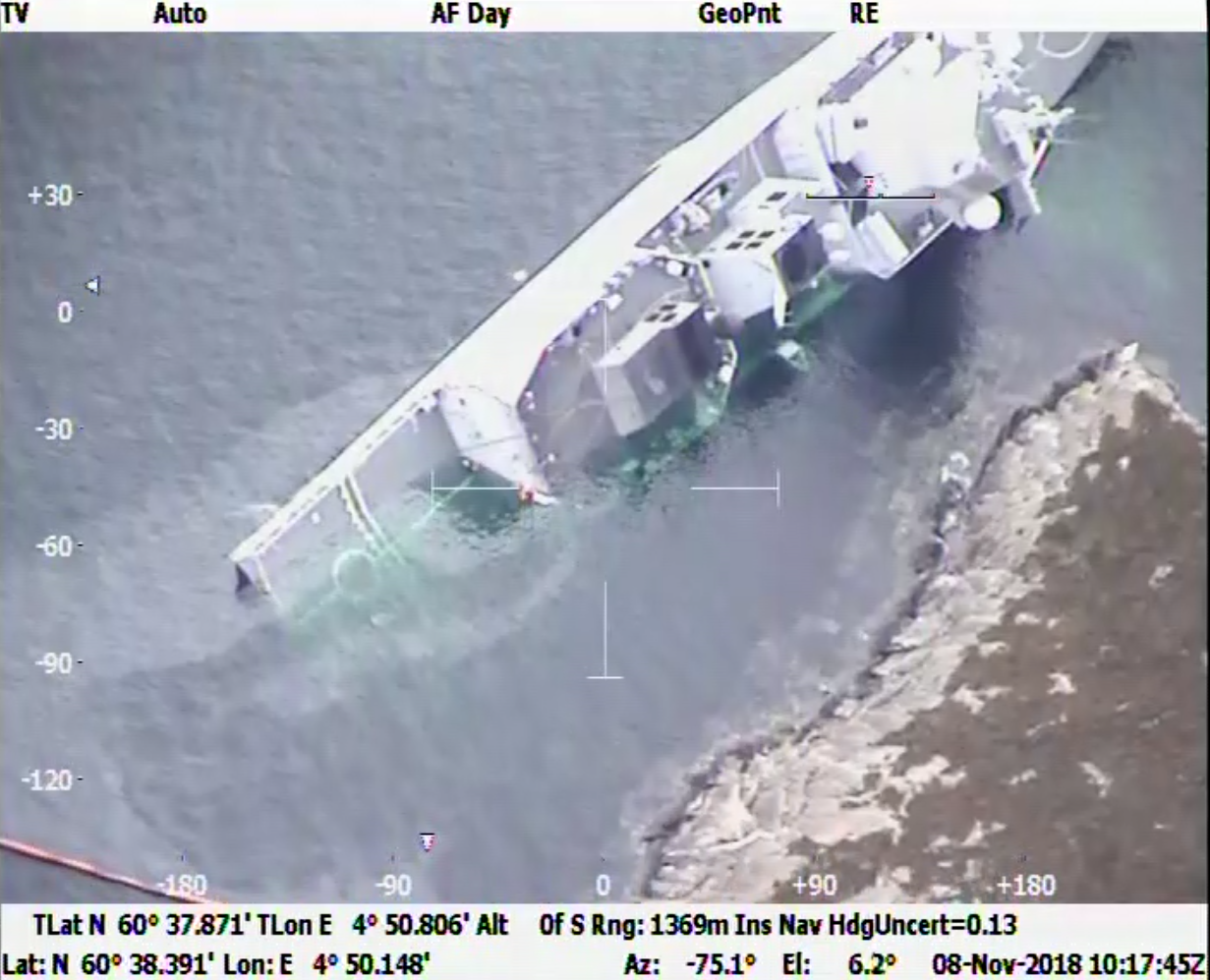
Затопленный фрегат Хельге Ингстад
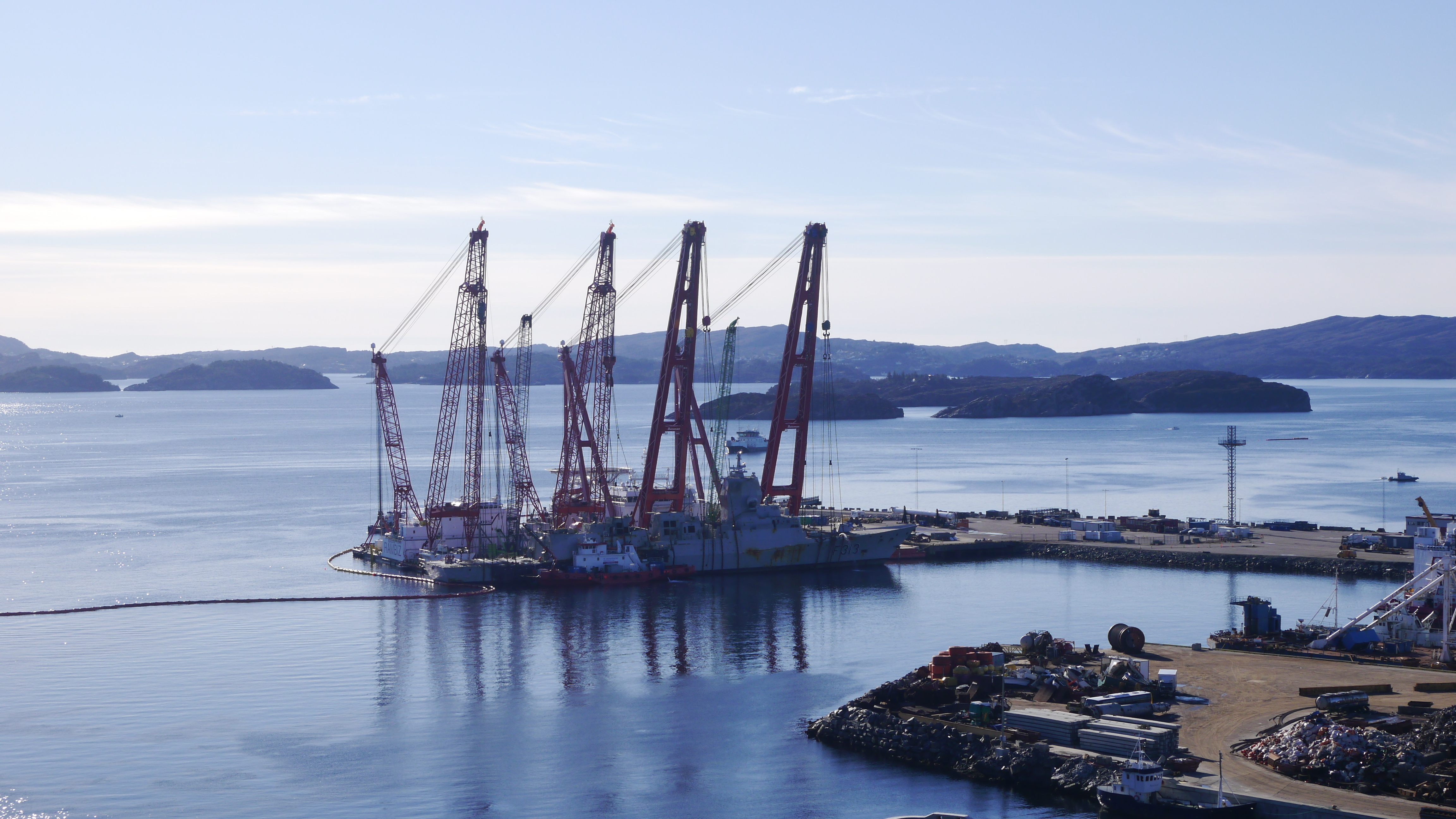
Фрегат Хельге Инстад, удерживаемый плавучими кранами Rambiz и Gulliver